# Otcové a děti
Otcové a děti je sociálně-psychologický román ruského spisovatele Ivana Sergejeviče Turgeněva, který byl napsán v roce 1861, knižně byl pak vydán o rok později. Román se odehrává ve 2. polovině 19. století a pojednává o střetu generací, které mají odlišné životní postoje a názory.

## Děj
Děj začíná, když mladý Arkadij přijíždí se svým přítelem Bazarovem, který se chce stát lékařem, na statek jeho otce Nikolajeva Petroviče. Ten zde bydlí spolu se svým bratrem Pavlem Petrovičem a mladou Feničkou, která mu dala synka Míťu. Kvůli rozdílným názorům se později Bazarov a Pavel Petrovič nesnášejí.
Po pár dnech mladí přátelé odjíždějí za dalšími Arakadijovými příbuznými a později se seznámí s mladou vdovou Odinovcovou, do které se oba mladí muži zamilují. Bazarov jí dokonce svou lásku vyzná a doufá, že na své vyznání nedostane kladnou odpověď. Arkadij se naopak sblíží s Odinovcovou mladší sestrou Káťou.
Po pár dnech oba odjíždějí k rodičům Bazarova, se kterými se již dlouhá léta neviděl. Bazarov se ale začne brzy nudit. Nemůže se soustředit na svou práci, a proto odjíždějí spolu s Arkadijem zpět na statek jeho otce a strýčka, kde se naopak začne nudit Arkadij. Proto pod záminkou prozkoumání soustavy nedělních škol odjíždí za mladou vdovou Odinovcovou a její sestrou. Mezitím se na statku Bazarov sbližuje s Feničkou a v rozmaru ji políbí. To uvidí i Pavel Petrovič a vyzve Bazarova na souboj, kde je postřelen a ošetřen samotným Bazarovem. Po této události Bazarov odjíždí za Odinovcovou, kde zjišťuje, že se mezitím jeho přítel zamiloval do Káti a požádal ji o ruku, čímž končí přátelství mezi těmito dvěma muži.
Bazarov nakonec odjíždí zpět ke svým rodičům, kde se ale při pitvě nakazí tyfem[nepřesný odkaz] a zemře.

## Postavy
- Jevgenij Vasiljevič Bazarov - nihilista, sebevědomý, chce se stát lékařem

- Arkadij Nikolajevič Kirsanov - také nihilista, ale ne tak zapálený jako jeho přítel Bazarov
- Nikolaj Petrovič Kirsanov - statkář, vystudovaný, žije se svým bratrem
- Anna Sergejevna Odincovová - mladá vdova, velmi nezávislá a rázná

## Přijetí a interpretace díla
Toto dílo v době svého vzniku vyvolalo velké množství různorodých pocitů. Román vznikl v období historického přelomu. V letech 1853–1856 probíhala krymská válka, v níž bylo Rusko poraženo, a země se potýkala s problémem nevolnictví a nástupem nového cara. Turgeněv začal román psát v roce 1860 a již o rok později bylo dílo dopsáno a zveřejněno v časopise Русский вестник. Samotného autora zajímalo období hlubokých sociálních rozporů, které vedly k politickým bojům. V samotném díle Otcové a děti vlastně vůbec nejde o vztahy napříč rodinou. V 50.–60. letech 19. století měly pojmy „starší a mladší pokolení“ jasně dané politické významy. Jako „mladé pokolení“ byli pojmenováni přívrženci nových pokrokových myšlenek, naopak „staré pokolení“ bylo chápáno jako lidé, kteří už se v současném společenském dění neorientovali.
Podle T. G. Masaryka se v románu vyjevuje, jak lhostejné byl Turgeněvovi náboženství. Bazarov je sice postava neobyčejně materialistická a pozitivistická, opačnou názorovou stranu ovšem reprezentuje pouze pověrčivost jeho rodičů. Bazarov sám se pak na smrtelném loži stává sentimentálním a téměř nábožensky citlivým, jasně se však nevysloví, což zrcadlí Turgeněvův přístup. Masaryk rovněž upozorňuje na to, že Alexandr Ivanovič Gercen vytýkal Turgeněvovi zprvu nihilismus, později mysticismus, a to zejména ve vztahu ke scéně Bazarovovy smrti – Turgeněv však ve skutečnosti zůstával liberálním a neodvažoval se k otázce náboženství vyjádřit nijak definitivně.